# فائق السامرائي
فائق السامرائي هو محام وسياسي عراقي راحل، ولد سنة 1908 في مدينة العمارة، حيث كان والده مديرا للأملاك السنية والأوقاف في أواخر العهد العثماني.
أكمل دراسته الابتدائية والمتوسطة في المدارس الأمريكية في مدينة البصرة، ثم انتقل إلى بغداد حيث التحق بالإعدادية المركزية، وعندما فصل المدرس السوري أنيس زكريا النصولي مدرس التاريخ في هذه المدرسة بسبب تأليفه كتابا عن الدولة الأموية في الشام تضمن ما وصف بأنه إساءات لآل البيت، قاد فائق السامرائي مجموعة من طلبة هذه المدرسة استنكارا لفصل هذا المدرس بحجة «حرية الرأي والتعبير» ففصل بعض المتظاهرين، لكن الحكومة ما لبثت أن أعادتهم إلى مقاعد الدراسة، ليفصل السامرائي ثانية بتهمة قيادته تظاهرة ضد زيارة الصهيوني الإنجليزي ألفرد موند [الإنجليزية] إلى بغداد سنة 1928، كما أحيل إلى المحكمة لمحاكمته بتهمة المشاركة في تظاهرة ضد المعاهدة العراقية-البريطانية العام 1929، وحكم بالحبس مدة ستة أشهر، وفي نفس العام تخرج من كلية الحقوق.
تنقل في الوظائف الحكومية بعد تعيينه سنة 1932، لكنه فصل من الوظيفة مع عشرات آخرين بسبب تأييد حركة رشيد عالي الكيلاني العام 1941.
ساهم السامرائي مع مجموعة من العناصر القومية في تأسيس حزب الاستقلال العراقي في نيسان 1946، وأصبح أمين سره.
انتخب نائبا عن بغداد سنة 1952، لكنه واعتقل مع آخرين من القوى الوطنية والقومية التي شاركت في انتفاضة تشرين الثاني 1952، وبقي في السجن سبعة أشهر، وعلى إثرها شكل اللواء نور الدين محمود (رئيس أركان الجيش) حكومة طوارئ لإعادة الاستقرار إلى البلاد، وفي 27 ايلول 1953 أصدر صحيفة الجريدة المعارضة آنذاك، وبعد العدوان الثلاثي على مصر سنة 1956 أبعد مدة ستة أشهر إلى حلبجة. ومارس المحاماة حتى 14 تموز 1958، وانتخب نقيبا للمحامين للفترة 1957-1958.
وبعد ثورة 14 تموز 1958، عين سفيرا للعراق في القاهرة، لكنه ترك العمل في السفارة في 26 آذار 1959 ولجأ إلى الجمهورية العربية المتحدة، وقد حكم بالأعدام غيابيا.
بعدها أقام تشكيل المعارضة لنظام الحكم في العراق من العناصر القومية والبعثية والعراقية التي تركت العراق، واتخذت من القاهرة ملجأًَ سياسيا لها. وعلى اثر قيام انقلاب 8 شباط 1963 عاد إلى العراق ولم يحصل على أي منصب سياسي، ثم مارس المحاماة.
وفي عام 1967 أصبح نقيبا للمحامين للمرة الثانية.
أقام سنواته الأخيرة في سويسرا ومصر، ثم أصيب بسرطان الرئة، واستشفى في الولايات المتحدة، وعاد إلى بغداد، وتوفي فيها يوم 15 أيار 1979.

## مؤلفاته
له مؤلفات مطبوعة منها:
1. البناء الاقتصادي (1947)
2. محكمة المهداوي: مأساة وملهاة (1960) ألفه مع عدد من السياسيين العراقيين
3. استقالة فائق السامرائي (1959)